# Steven Hunter
Steven Deon Hunter (pron. ˈstiːvn ˈhʌntə*; Chicago, 31 ottobre 1981) è un ex cestista statunitense, professionista nella NBA e in Italia.

## High school e college
Hunter ha frequentato la Proviso East High School di Maywood nell'Illinois. Dopo il diploma  gioca per due anni per la DePaul University, prima di dichiararsi eleggibile per il Draft NBA 2001

## Professionista
Viene scelto nel draft NBA 2001 al primo giro con il numero 15 dagli Orlando Magic.
Nel 2004 passa ai Denver Nuggets.
Nell'estate del 2005 firma come free agent un contratto con i Philadelphia 76ers i quali lo cedono il 1º febbraio 2006 ai New Orleans/Oklahoma City Hornets in cambio di una seconda scelta nel Draft NBA 2006 e nel Draft NBA 2007. Tuttavia dopo alcuni giorni il presidente dei 76ers comunica che gli Hornets hanno annullato l'accordo.
Il 10 settembre 2007 viene ceduto, insieme a Bobby Jones, dai Philadelphia 76ers ai Denver Nuggets in cambio di Reggie Evans e dei diritti di scelta su Ricky Sánchez.
Il 7 agosto 2009 viene ceduto dai Nuggets ai Memphis Grizzlies in cambio di una futura seconda scelta.
Il 3 novembre 2011 firma per la Dinamo Sassari.
Il 26 dicembre 2011, con un comunicato ufficiale, la società sarda annuncia l'abbandono della squadra da parte del giocatore.